# Brudenell River Provincial Park
Brudenell River Provincial Park är en park i Kanada.   Den ligger i provinsen Prince Edward Island, i den östra delen av landet, 1 000 km öster om huvudstaden Ottawa.
Terrängen runt Brudenell River Provincial Park är platt. Havet är nära Brudenell River Provincial Park åt sydost. Runt Brudenell River Provincial Park är det glesbefolkat, med 16 invånare per kvadratkilometer.. Närmaste större samhälle är Montague, 5,3 km sydväst om Brudenell River Provincial Park. 
Omgivningarna runt Brudenell River Provincial Park är en mosaik av jordbruksmark och naturlig växtlighet.